# Noemia brunnea
Noemia brunnea là một loài bọ cánh cứng trong họ Cerambycidae.